# Štrigova
Štrigova je općina u Hrvatskoj. Smještena je u Međimurskoj županiji.

## Ime
U izvorima na mađarskom jeziku naziva se Stridóvár, u izvorima na latinskom Stridonium, a u izvorima na njemačkom Stridau.

## Općinska naselja
U sastavu općine je 10 naselja: Banfi, Grabrovnik, Jalšovec, Leskovec, Prekopa, Robadje, Stanetinec, Sveti Urban, Štrigova i Železna Gora.

## Zemljopis
Štrigova (nekoć Stridon[nedostaje izvor]) je selo i općina u Međimurskoj županiji na sjeveru Hrvatske. Nalazi se 19 kilometara sjeverozapadno od sjedišta županije Čakovca i otprilike dva kilometra jugoistočno od prijelaza slovenske granice u Razkrižju. Samo selo je prema popisu stanovništva iz 2001. imalo populaciju od 447, a uz to je i sjedište općine koja obuhvaća još devet sela i prema istom popisu je imala 3221 stanovnika. Cijelo područje općine je vrlo brdovito zbog čega se često naziva i Gornjim Međimurjem, a sama Štrigova se nalazi na nadmorskoj visini od 202 metra. Najviša točka u općini je na brijegu imena Kalec (341 m).
Ostala sela u općini Štrigova su Banfi, Grabrovnik, Jalšovec, Leskovec, Prekopa, Robadje, Stanetinec, Sveti Urban i Železna Gora. Općina pokriva površinu od nešto više od 44 četvornih kilometara.

## Stanovništvo
| broj stanovnika | 3708  | 4053  | 3788  | 3841  | 4406  | 4675  | 4492  | 4873  | 5157  | 5115  | 4606  | 4315  | 3703  | 3346  | 3221  | 2766  | 2357  |
|                 | 1857. | 1869. | 1880. | 1890. | 1900. | 1910. | 1921. | 1931. | 1948. | 1953. | 1961. | 1971. | 1981. | 1991. | 2001. | 2011. | 2021. |

| broj stanovnika | 363   | 397   | 392   | 351   | 426   | 433   | 444   | 426   | 421   | 415   | 465   | 396   | 589   | 558   | 447   | 443   | 436   |
|                 | 1857. | 1869. | 1880. | 1890. | 1900. | 1910. | 1921. | 1931. | 1948. | 1953. | 1961. | 1971. | 1981. | 1991. | 2001. | 2011. | 2021. |

## Povijest
Prvi dokumenti o postojanju Štrigove potječu iz 13. stoljeća, ali njezine najznačajnije građevine su izgrađene između 15. i 18. stoljeća, a uključuju crkvu sv. Jeronima i crkvu sv. Marije Magdalene, koja je glavna crkva u lokalnoj župi. Crkvu svetog Jeronima je oslikao poznati slikar Ivan Ranger, a sama crkva je građena od 1738. do 1749. godine. Usporedno s crkvom građen je i pavlinski samostan. Crkva je podignuta nakon što je prethodna kapelica sagrađena u 15. stoljeću potpuno uništena u potresu godine 1738.
Kompleks bivšeg pavlinskog samostana danas je u neposrednoj blizini crkve sv. Marije Magdalene. Znamenita je intrigirajuća legenda o srednjovjekovnom gradu na Štrigovčaku. Neznano je kako je nestao, a po dvjema teorijama gradska tvrđava štrigovčačkog grada je razrušena za turskih pohoda ili "da je oganj progutao zdanje kao “kaznu Božju” zbog oholosti grofova Celjskih".
U općini se nalaze i dva povijesna dvorca. Dvorac Banfi u Banfiju je sagradio grof Banffy 1373. godine, a za dvorac Tkalec na brijegu Kalcu u Robadju vjeruje se da su ga izgradili lokalni pavlini u 18. stoljeću.
Godine 1752. je pavlin Josip Bedeković izdao knjigu "Natale solum magni ecclesiae doctoris sancti Hieronymi..." u kojoj piše da je upravo Štrigova negdašnji antički Stridon, poznat kao rodno mjesto sv. Jeronima. Legenda o Jeronimu u Štrigovi vrlo je snažna. Dostupna vrela su iz sredine 15. stoljeća kad su grofovi Celjski gospodarili Međimurjem. Za njihova vremena u njihovoj državini cvalo je graditeljstvo. Tad je podignuta štrigovska crkva sv. Jeronima, a papa Nikola V. koncem 1447. godine je dao posebni oprost od grijeha crkvi i hodočastilištu u Štrigovi, navodeći u ispravi da je u Štrigovi "Jeronimova rodna kuća i gdje je svetac odgojen".
U Štrigovoj je stratište Repova šuma, obilježeno spomen-križem. U grobištu su žrtve drugog svjetskog rata i poraća.
U Štrigovi je danas smješten Državni arhiv za Međimurje, gdje se prati uređenost prostora i društva. Sjedište je u zgradi iz 1912. godine.

## Gospodarstvo
Ovo brdovito područje je pogodno za uzgoj grožđa u vinogradima pa je tako cijela općina Štrigova poznata po proizvodnji vina. U samoj Štrigovi nalazi se veliki vinski podrum, a mnogi podrumi u privatnom vlasništvu djeluju diljem općine.
Zastupljeno je voćarstvo i stočarstvo.
Urbanovo je vinski festival, manifestacija koja slavi svetog Urbana, zaštitnika vinogradara i vinara. S tradicijom održavanja 25. svibnja, manifestacija je tijekom godina prerasla u program, koji traje mjesec dana s enološkim, gastronomskim i kulturnim događanjima pod organizacijom udruge „Hortus Croatiae”. Središnji događaj Urbanova predstavlja trodnevni „Festival pušipela” koji se održava u Domu kulture u Štrigovi.

## Poznate osobe
- Josip Keresturi – hrvatski diplomat, povjesničar i politički pravnik.
- Ivan Šimunić – štrigovskog plemićkog roda, pisac prve povijesti Štrigove i znamenite župne spomenice
- Petar Berke – rođen u Globoki, pisac knjige "Kinč osebujni slavnoga orsaga Horvatskoga..." – prve povijesnice svetišta Majke Božje Bistričke. Župnik u Legradu i graditelj župne crkve u Legradu.
- Vatroslav Vogrin – prirodoslovac
- Vincencije Juretić – župnik u Štrigovi i graditelj župne crkve svete Marije Magdalene
- Josip Bedeković Komorski – pavlin i graditelj crkve svetog Jeronima
- Rupert Rozmarić – franjevac, istaknuo se u pastoralu bolesnika

## Spomenici i znamenitosti
- Crkva Svetog Jeronima
- Crkva Marije Magdalene
- Dvorac Banfi u Banfiju
- Dvorac Fodroczy-Dunay u Štrigovi
- Dvorac Tkalec i vidikovac na brijegu Kalec u Robadju
- Dvorac Zichy-Terbocz u Železnoj Gori

## Obrazovanje
- Osnovna škola Štrigova
- Područna škola Prekopa
- Područna škola Železna Gora
- Područna škola Stanetinec

## Kultura
- Kulturno-umjetničko društvo Sveti Jeronim

## Šport
- Nogometni klub "Sloga"
- Nogometni klub "Plavi" Prekopa
- Šahovski klub "Stridon" Štrigova
- Karate klub Štrigova
- Teniski klub "Sveti Urban"
- Odbojkaški klub Štrigova

## Galerija slika
- Panoramski pogled na Štrigovu sa zapada
- Središte naselja
- Župna crkva sv. Marije Magdalene
- Crkva sv. Jeronima s freskama Ivana Rangera
- Slika Gabriela Thallera "Sveti Jeronim i pavlini" u crkvi sv. Jeronima
- Obiteljske kuće u predgrađu Štrigove
- Vidikovac na Mađerkinom bregu, zapadno od naselja Štrigove

## Vanjske poveznice
- Turistička zajednica općine Štrigova
- Osnovna škola Štrigova  Arhivirana inačica izvorne stranice od 25. siječnja 2010. (Wayback Machine)
- Državni arhiv za Međimurje